# Sebastián Fox Morcillo
Pour les articles homonymes, voir Morcillo.
Sebastian Fox Morcillo, né à Séville (Espagne) entre les années 1526 et 1528 et mort en mer en 1559, est un érudit espagnol, écrivain et philosophe.

## Biographie
Vers 1548, il a étudié à Louvain. Suivant l'exemple du juif espagnol Judas Abarbanel, il publie des commentaires sur Platon et Aristote, dans lesquels il s'efforce de concilier leurs enseignements. En 1559, il est nommé précepteur de Don Carlos, fils de Philippe II, mais il est perdu en mer alors qu'il se rendait en Espagne pour prendre son poste.

## Œuvres
- In Topica Ciceronis paraphrasis et scholia, 1550, 8vo
- De imitatione, seu de informandi styli ratione libri II, Amberes, 1554
- De naturæ philosophia seu de Platonis et Aristotelis consensione libri quinque, 1554
- In Platonis Timaeum commentarii, 1554
- Ethices philosophiae compendium ex Platone, Aristotele aliisque optimos quibusque auctoribus collectum, 1554
- De Philosophici studii ratione, Lovaina, 1554
- De naturae philosophia seu de Platonis et Aristotelis consensione, libri V, Lovaina 1554
- De juventute, Basilea, 1556
- De regni regisque institutione libri III, Amberes, 1556
  - (la) De regni regisquae institutione, Antwerp, Jan Laet, 1566 (lire en ligne)
- Comentatio in decem Platonis libros de Republica, 1556
- De demonstratione ejusque necessitate et vi liber I, Basilea, 1556
- De honore, Basilea, 1556
- De usu et exercitatione Dialecticae, 1556
- De historiae institutione dialogus, 1557 (Antonio Cortijo Ocaña, Teoría de la historia y teoría política en el siglo XVI. Alcalá de Henares: UP, 2000)